# Chinchón
Chinchón és un municipi de la Comunitat Autònoma de Madrid. Es troba en plena conca del Tajo-Jarama i una part del seu territori pertany al Parc Regional del Sud-est. La seva naturalesa està molt condicionada per l'acció de l'home, que durant els segles ha modificat el paisatge en profit seu. Els paisatges de Chinchón poden diferenciar-se en quatre unitats bàsiques, en les quals abunden la fauna i la flora: sotos i riberes en els fons de vall; escarps en guixs, secà i guaret; i zones palustres.
L'emplaçament de Chinchón, entre els alts de l'erm i les fèrtils vegues del Tajuña, té justificació. És una bona altura, fàcil de defensar de les àmplies extensions per on discorren les vies de comunicació tradicional. Té aigües en abundància, sorgides de les deus de la vora de l'erm, i la seva ubicació, just a la vora del graó de l'erm, garanteix l'ombra a l'estiu i el sotavent hivernal.

## Història
L'especial condició geogràfica de la vega del Tajuña hagué de propiciar els assentaments humans des de temps molt antics. Les restes més llunyanes pertanyen al Neolític i al costat d'El Salitral es va trobar un poblat probablement iber o celtiber. Més tard pot veure's reflectida la presència romana en les vies de comunicació i en el sistema de regadius del Tajuña la influència musulmana, que després els cristians consolidarien. Aquestes repoblacions cristianes van començar en aquesta zona quan Alfons VI de Lleó va prendre militarment Toledo en el 1085 i aquesta plaça va servir de bastió per a coordinar la conquesta de les fortaleses que romanien en mans almoràvits.
Fins a 1480, moment que es converteix en senyoriu concedit als marquesos de Moya, Andrés Cabrera i Beatriz de Bobadilla, aquest territori rendia comptes als concejos i arquebisbats de Segòvia i Toledo. En aquesta època, i en reconeixement dels marquesos al suport militar a la causa d'Isabel en la seva lluita pel tron de Castella, van ser concedits 1.200 vassalls i un extens territori al sud de la jurisdicció de Segòvia que incloïa el terme de Chinchón. Va ser llavors quan es va construir el castell de Chinchón, d'estil renaixentista. En 1498 els aldeans de Chinchón "van mudar" a l'alt del pujol més próxim a causa d'una infecció de mosquits, donant lloc això a una reconstrucció total del poble.
En 1520, els comuners van atacar el castell del vassall de Carles I d'Espanya i el van destruir. La reconstrucció la va dirigir Fernando Cabrera y Bobadilla I Comte de Chinchón. En 1706, a conseqüència del suport del poble a la causa de Felip V, les tropes de l'arxiduc Carles van causar greus destrosses en el castell. Mentrestant, el poble havia anat creixent en importància, els edificis barrocs són d'aquest període, i la Plaça Major es consolidava com centre del poder públic. En 1738, el comtat va passar, per compra, a les mans de la casa de Borbó i Farnese, i un any més tard se li va atorgar a la Vila el títol de Molt Noble i Molt Lleial en reconeixement de la seva fidelitat en la guerra de Successió.
La declaració de bé d'interès històric-artístic i el títol de ciutat atorgat per Alfons XIII marquen el Chinchón actual, que segueix augmentant el seu pes en la producció agrícola de qualitat, combinant-lo amb la seva cada vegada major interès turístic. En 1974 Chinchón va ser declarat Conjunt Històric Artístic.

## Personatges il·lustres
- José Sacristán, actor